# Die Wiederkehr
Die Wiederkehr (erschienen 2003) ist ein historisch-phantastischer Roman von Wolfgang Hohlbein und der fünfte Band der Chronik der Unsterblichen. Die Geschichte um zwei Vampyre auf der Suche nach dem Geheimnis ihrer Herkunft spielt während der türkischen Belagerung Wiens im Jahr 1529.

## Handlung
Die Suche nach jemandem, der ihnen das Geheimnis ihrer Vampyr-Identität erklären kann, hat den transsylvanischen Schwertmeister Andrej Delãny und seinen nubischen Gefährten Abu Dun nach Wien geführt, wo sie den Gelehrten und Medicus Franz von Breiteneck zu finden hoffen. Gleichzeitig ist jedoch das osmanische Heer des Sultans Soliman bei der Stadt angekommen und beginnt eine mehrwöchige Belagerung. Ohne weitere Verzögerung werden die beiden Vampyre in die blutige Verteidigung der Stadt eingebunden, in der ihre überragenden Kampfkünste – und ihre Unsterblichkeit – von enormem Wert sind.
Graf Niklas von Salm, der greise Oberbefehlshaber der Wiener Verteidiger, lädt die beiden zu sich ein und dankt ihnen für ihre Hilfe. Er schöpft jedoch auch Verdacht ob der besonderen Fähigkeiten seiner Gäste. Sein Angebot, ihnen bei ihrer Suche zu helfen, lehnen sie dankend ab. Am selben Abend tritt in einem Gasthaus ein Junge namens Marco an sie heran und teilt Andrej mit, dass Breiteneck sich zwar in der Stadt aufhält, jedoch untergetaucht ist, da er sich verfolgt glaubte. Marco führt Andrej in eine Gasse im Armutsviertel, wo ein Hinterhalt auf den Schwertmeister wartet: Er wird von zwei Männern gepackt und bewusstlos geschlagen.
Als Andrej erwacht, ist Abu Dun, der ebenfalls überfallen wurde, bei ihm. Sie sind in einem finsteren Verlies und versuchen, sich zu befreien, als Breiteneck in Begleitung von Marco auf den Plan tritt. Er fragt sie aus und ist erstaunt, dass sie ihn nicht töten wollen. Er will Andrej gerade näher befragen, als plötzlich ein Unbekannter das Haus angreift. Es kommt zu einem brutalen Kampf, in dem Andrej tödlich verletzt und in letzter Minute von einem ihm seltsam bekannt vorkommenden Fremden gerettet wird.
Später wacht Andrej allein – und zu seinem Erschrecken nicht vollständig geheilt – auf der Straße vor dem Gasthof auf. Abu Dun ist verschwunden. Kurz darauf wird Andrej zu Graf von Salm bestellt, der sich im städtischen Gefängnis aufhält. Der alte Soldat befragt ihn über die vergangene Nacht und zeigt ihm die Leiche von Marco. Andrej erfährt erst jetzt, dass es zu einigen ungeklärten Todesfällen gekommen ist, und die Toten weisen die deutlichen Spuren eines Vampyrangriffs auf. Danach führt von Salm ihn in einen Nachbarraum, in dem Abu Dun gefangen gehalten wird. Er dient als Geisel, während der Graf Andrej über seinen Verdacht die Morde betreffend informiert: Als Kind hat er mit eigenen Augen eine junge Frau aus seiner Heimat in Belgien beobachtet, die von einem Vampyr ausgesaugt wurde. Andrej reagiert nicht auf seine Vermutungen und von Salm erklärt, er würde sie beide ziehen lassen, wenn sie im Gegenzug die Stadt retten. Er führt ihn zu einer Kirche, als es durch eine trauernde Mutter zu einem Menschenauflauf kommt. In diesem Moment spürt Andrej die Anwesenheit eines anderen Vampyrs und erspäht einen ihm bekannt erscheinenden Mann mit Kapuze, verliert ihn jedoch gleich wieder aus den Augen. Im Inneren der Kirche führen von Salm und der Mönch Benedikt ihn in die Katakomben der Stadt und der Graf erläutert seine Forderung: Andrej soll mithilfe geheimer Pläne durch die Gänge zu einem Hügel außerhalb Wiens vordringen und den Sultan töten.

## Hintergrund
Dieser Band spielt während der Ersten Wiener Türkenbelagerung von 1529, in der die Truppen des Sultans Süleyman I. die Stadt vom 27. September bis zum 14. Oktober belagerten. Am 12. Oktober sprengten die Osmanen eine besonders große Bresche in die Wiener Stadtmauer, worauf der bis dahin größte osmanische Angriff erfolgte. Es ist anzunehmen, dass Hohlbein im Roman auf diesen Angriff Bezug nimmt.
Die Wiederkehr ist der erste Band der Chronik der Unsterblichen, dessen Handlung durch die Bezüge auf ein historisches Ereignis klar datiert ist. Auch scheint seit dem letzten Band einige Zeit vergangen zu sein, da Abu Dun sich an sein Vampyrdasein bereits gewöhnt hat und Breiteneck auf die Ereignisse in Der Untergang als „eine alte Geschichte“ verweist.
Erstmals seit Der Vampyr tritt in diesem Band auch Andrejs einstiger Gefährte Frederic wieder auf, in dessen Körper noch immer die Seele des Grafen Dracula steckt.

## Ausgaben
- Wolfgang Hohlbein: Die Wiederkehr, vgs 2003, ISBN 3-8025-2935-9
- Wolfgang Hohlbein: Die Wiederkehr, Ullstein 2003, ISBN 3-548-25809-3